# 沓島

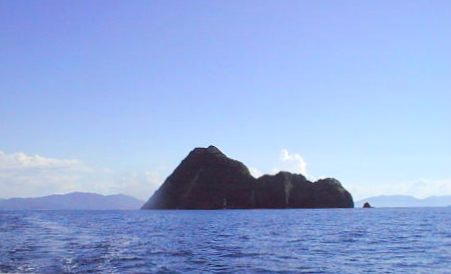
沓島

沓島（くつじま）は、京都府舞鶴市に存在する島である。

## 概要
別名、雌島または小島、鬼門島ともいう。
冠島の北北東方、約2.5 km沖合いの若狭湾に浮かぶ無人島で、冠島とともに京都府指定冠島沓島鳥獣保護区（集団繁殖地）に指定されており（面積は両島で471 ha、うち特別保護地区44 ha）、海鳥の繁殖保護のため無断上陸が禁止されている。籠神社の奥宮とされ同神社の神域であり、傘松公園に遥拝所が設けられている。雪舟の天橋立の水墨画にも実際の距離は度外視され、天橋立の右の付根の籠神社の右手に冠島と轡島が描かれている。

## 地勢
- 面積約9,700 m2。
- 棒島（南）と釣鐘島（北）の二島からなる安山岩の島。
- 中新世の安山岩類から成っており、まさに自然の宝庫である[1]。北端には釣鐘岩と呼ばれる標高89 mの岩礁がある[1]。島は四方が断崖絶壁で切り立った急崖である[1]。
- 海底地形は、冠島と沓島両島の東側は比高60 m以上の急崖を形成しており、南北走向の断層が推定される。それ以外の島周辺の海底は水深100 m程度の平坦な大陸棚地形を形成している[1]。
- 大宝元年（701年）、大地震によって大きな島が水没し、その頂部のみが残って冠島と沓島になったという記述が『丹後国風土記残欠』にある[1]。しかし、この地震は記事の内容から推定されるほど大規模なものではなかったとされている[1]。

## 生態
- 沓島は、ウミネコやヒメクロウミツバメの繁殖地として有名で、また、カンムリウミスズメなど多種の海鳥が集団繁殖している。このため、舞鶴市の天然記念物に指定されている。

## 大本教関連の伝説
- 明治34年5月、大本教の開祖・出口なおが当地に渡島し、大本教で聖地としている場所から持ち込んだ神水（金明水）と、元伊勢の水を釣鐘岩の絶頂から眼下の海に散布したらしい。
- 明治38年5月に、当地にこもり（「沓島ごもり」と言われている）、世界の平和を祈願。大本教内部では、この祈願によって日露戦争日本海海戦に勝利できたと伝えている。ただし、この解釈では火の巻大正四年旧六月十五日の記と相容れない解釈となる。

## 所在地
- 緯度経度：北緯35度42分30秒  東経135度26分25秒
- 郵便番号：625-0155
- 住所：京都府舞鶴市野原